# Amy Bailey
Amy Bailey (Walderston, Manchester (Jamaica), 27 november 1895 - Kingston, 3 oktober 1990) was een Jamaicaans schrijfster en feminist. Bailey werd net als haar ouders lerares. Ze ontving verschillende onderscheidingen zoals Orde van Jamaica.